# Trinkulo (luna)
Trinkulo je Uranov retrogradni nepravilni satelit. 
Luno Trinkulo so odkrili Matthew J. Holman, John J. Kavelaars in Dan Milisavljevic 13. avgusta 2001. Takrat je dobila začasno oznako  S/2001 U 1
Uradno ime je  dobila po pijanem dvornem norcu iz Shakespearjeve igre Vihar. 
Luna je znana je tudi kot  Uran XXI.